# 루수밍
루수밍(중국어 간체자: 陆树铭, 정체자: 陸樹銘, 병음: Lù Shùmíng, 한자음: 육수명, 1956년 8월 15일~2022년 11월 1일)은 중화인민공화국의 배우, 가수이다.